# FC Vysočina Jihlava 2013/2014
Tento článek se podrobně zabývá soupiskou a statistikami týmu FC Vysočina Jihlava v sezoně 2013/2014.
Také do třetí prvoligové sezony povede Vysočinu jako hlavní trenér František Komňacký, ačkoliv se na konci května spekulovalo o jeho možném odchodu. Zájem o bývalého asistenta reprezentačního trenéra údajně projevily Slavia Praha a Viktoria Plzeň, která ovšem spekulaci vzápětí popřela. O pár dní později tuto možnost vyloučil i majitel Slavie Aleš Řebíček a Komňacký se tak mohl soustředit na sestavovaní týmu pro novou sezonu. Ostatně sám přiznal, že by musela přijít hodně lukrativní nabídka, aby předčasně ukončil dvouletou smlouvu s klubem, což se nestalo. Jeho asistenty budou i v této sezoně Josef Vrzáček a Marek Zúbek, ovšem ke změně došlo na pozici trenéra brankářů. Tam dosavadního Tomáše Jansu, jenž se nově bude věnovat především brankářům v mládežnických výběrech, nahradil jako hrající trenér brankářů dosavadní jednička Jaromír Blažek. Ten zároveň přiznal, že v jarní části by měl místo v brance přepouštět častěji svému náhradníkovi Janu Hanušovi. Po porážce 0:5 v předposledním podzimním kole v Příbrami se vedení klubu rozhodlo trenéra Komňackého a jeho asistenta Vrzáčka odvolat. Nový trenérem pak byl jmenován Petr Rada, asistenta mu do konce roku 2013 dělal kromě Marka Zúbka také Josef Jinoch. V zimě pak Josefa Jinocha na pozici asistenta trenéra vystřídal Zdeněk Klucký.
Ke změně nedošlo ani u juniorského týmu, kde dvojici trenérů Roman Kučera a Pavel Procházka doplňuje jako asistent bývalý hráč Vysočiny Michal Kadlec, jenž zároveň jako hlavní trenér povede přípravku C (ročník 2004). Další známý bývalý hráč Vysočiny, Michal Lovětínský, bude dělat asistenta trenéra u "B" týmu starších žáků a Michal Veselý jako hlavní trenér povede přípravku E (ročník 2006).
I po propadáku z minulé sezony, kdy skončily v tabulce na posledním místě a nesestoupily jen díky odhlášení některých účastníků, povede v této sezoně ženský tým zřejmě i nadále jako trenér Miloš Císař spolu s asistentem Karlem Líbalem.

## Letní změny v kádru

### Příchody
První posilou Vysočiny před startem nového ročníku Gambrinus ligy se stala dvojice navrátilců, Milan Kopic a Jan Šilinger. Milan Kopic se vrací po půlroční pauze způsobené zraněním kolena, které vyústilo v jeho pátou operaci. Hned v první přípravném zápase proti Trenčínu však musel být již ve 12. minutě střídán a objevili se spekulace, že se opět zranil. Jan Šilinger se vrací také po půlroční pauze, když na podzim hostoval ve Znojmě. Z něho se však v zimě vrátil a jarní část sezony byl bez zápasového vytížení.
Hned na úvodním tréninku 19. června 2013 se, kromě testovaných hráčů, hlásila další nová posila – obránce Jan Mikula, který přišel na roční hostování bez opce z juniorky Slavie Praha. Dne 24. června se pak k týmu připojil i slovenský útočník Matúš Marcin z Prešova, jehož forma působení se v tu chvíli po administrativní stránce teprve dolaďovala. Už o dva dny později přišel formou ročního hostování bez opce posílit jihlavskou defenzivu Adam Jánoš ze Sparty Praha a o další den později přestoupila posila do ofenzivy týmu, útočník pražské Dukly Vojtěch Přeučil, jenž byl v týmu původně na testech. Pouhé dva dny před úvodním zápasem nového ročníku Gambrinus ligy do týmu přestoupil bosenský záložník Haris Harba z Hradce Králové. Už dříve do týmu přestoupil další testovaný hráč, útočník Jakub Teplý z třetiligového Frýdku-Místku. Dne 24. srpna pak na Vysočinu zamířila další posila do obrany – středový či krajní obránce Jiří Krejčí z maďarského klubu Pécsi MFC. Na začátku září pak ofenzivu doplnil útočník Jindřich Kučera z juniorského týmu.
| Číslo | Pozice | Stát                | Hráč            | Věk | Odkud přišel           | Typ                    | Zdroj         |
| ----- | ------ | ------------------- | --------------- | --- | ---------------------- | ---------------------- | ------------- |
| 28    | Z      | Bosna a Hercegovina | Haris Harba     | 25  | FC Hradec Králové      | přestup                | fchk.cz       |
| 8     | O      | Česko               | Adam Jánoš      | 20  | AC Sparta Praha        | hostování              | fcvysocina.cz |
| 9     | Z      | Česko               | Marek Jungr     | 26  | FK Teplice             | přestup                | fcvysocina.cz |
| 30    | O      | Česko               | Milan Kopic     | 27  | po dlouhodobém zranění | po dlouhodobém zranění | fcvysocina.cz |
| 5     | O      | Česko               | Jiří Krejčí     | 27  | Pécsi MFC              | přestup                | fcvysocina.cz |
| 27    | Z/Ú    | Slovensko           | Matúš Marcin    | 19  | 1. FC Tatran Prešov    | přestup                | fcvysocina.cz |
| 24    | O      | Česko               | Jan Mikula      | 21  | SK Slavia Praha        | hostování              | fcvysocina.cz |
| 7     | Ú      | Česko               | Vojtěch Přeučil | 22  | FK Dukla Praha         | přestup                | fkdukla.cz    |
| 20    | Ú      | Česko               | Jakub Teplý     | 20  | MFK Frýdek-Místek      | přestup                | fcvysocina.cz |

| Pozice | Stát  | Hráč            | Věk |
| ------ | ----- | --------------- | --- |
| Ú      | Česko | Jindřich Kučera | 20  |

### Odchody
Již krátce po skončení sezony 2012/13 se objevily spekulace, podle kterých by mohl Lukáš Masopust zamířit do jiného týmu. Zájem o něj údajně projevily Slovan Liberec, Sparta Praha, Viktoria Plzeň a Slavia Praha. Jako první tuto spekulaci odmítl nový generální ředitel Slavie Jaromír Šeterle. Na začátku přípravy to vypadá, že v týmu zůstane.
Jako první tým opustil Tomáš Rada, kterému skončilo hostování z tureckého Sivassporu. Vedení Vysočiny se jej poté pokoušelo ze Sivassporu získat, ale Rada nakonec zamířil na Slovácko. Hostování také skončilo Václavu Tomečkovi a Václavu Vašíčkovi (oba SK Sigma Olomouc) a Davidu Vaněčkovi z FC Viktoria Plzeň. Na Vašíčka ani na Vaněčka Vysočina neuplatnila opci.
Nové smlouvy se nedočkala trojice Dalibor Rožník, Igor Obert a Tomáš Sedláček, jenž na jaře hostoval ve Žďáře nad Sázavou. O něho sice Žďár projevil zájem, ale útočník se rozhodl ukončit profesionální kariéru a vrátit se do středních Čech, do blíže neznámého celku v ČFL. Naonec nastupoval za SK Převýšov. Z dosud neznámých důvodů pak byla předčasně ukončena smlouva i Peteru Čvirikovi.
V půlce července na hostování odešli Lukáš Kryštůfek a David Vacek a to do Graffinu Vlašim, resp. Ústí nad Labem. Na začátku srpna je následoval útočník Muris Mešanović, který zamířil na půlroční hostování do FK DAC 1904 Dunajská Streda. Dne 23. srpna se na oficiálních internetových stránkách objevila informace, že by slovenský útočník Arnold Šimonek měl odejít na roční hostování s opcí na přestup do tureckého druholigového Manisasporu. To bylo o 3 dny později potvrzeno. Na začátku září pak zamířil na půlroční hostování do slovenského celku Dukla Banská Bystrica další útočník, Matúš Marcin.
| Pozice | Stát                | Hráč            | Věk | Kam odešel                  | Typ              | Zdroj               |
| ------ | ------------------- | --------------- | --- | --------------------------- | ---------------- | ------------------- |
| O      | Slovensko           | Peter Čvirik    | 34  | —                           | ukončení smlouvy | fcvysocina.cz       |
| O      | Slovensko           | Igor Obert      | 30  | MFK Zemplín Michalovce      | volný hráč       | transfermarkt.co.uk |
| O      | Česko               | Lukáš Kryštůfek | 20  | FC Graffin Vlašim           | hostování        | fcvysocina.cz       |
| Z      | Česko               | Tomáš Kučera    | 22  | FC Hradec Králové           | hostování        | fcvysocina.cz       |
| Z/Ú    | Slovensko           | Matúš Marcin    | 19  | FK Dukla Banská Bystrica    | hostování        | fcvysocina.cz       |
| Ú      | Bosna a Hercegovina | Muris Mešanović | 23  | FK DAC 1904 Dunajská Streda | hostování        | fcvysocina.cz       |
| Z      | Česko               | Tomáš Rada      | 30  | Sivasspor                   | konec hostování  | fcvysocina.cz       |
| B      | Slovensko           | Dalibor Rožník  | 25  | —                           | konec smlouvy    | fcvysocina.cz       |
| Ú      | Česko               | Tomáš Sedláček  | 32  | SK Převýšov                 | konec smlouvy    | fcvysocina.cz       |
| Ú      | Slovensko           | Arnold Šimonek  | 23  | Manisaspor                  | hostování s opcí | fcvysocina.cz       |
| Z      | Česko               | Václav Tomeček  | 21  | SK Sigma Olomouc            | konec hostování  | fcvysocina.cz       |
| Z      | Česko               | David Vacek     | 21  | FK Ústí nad Labem           | hostování        | fcvysocina.cz       |
| Ú      | Česko               | David Vaněček   | 22  | FC Viktoria Plzeň           | konec hostování  | fcyvsocina.cz       |
| Ú      | Česko               | Václav Vašíček  | 22  | SK Sigma Olomouc            | konec hostování  | fcvysocina.cz       |

### Testovaní hráči
V letním přípravném období se ve Vysočině objevila čtveřice testovaných hráčů – obránce a trojice útočníků. Jediným testovaným obráncem byl Makedonec Valentin Kolevski z celku FK 11 Oktomvri Prilep. Ten se hlásil již na prvním tréninku společně s útočníky Vojtěchem Přeučilem z pražské Dukly a Jakubem Teplým z třetiligového Frýdku-Místku. Posledním testovaným hráčem byl Albánec Mateus Shkreta z juniorky Teplic. Už 27. června se vedení Dukly a Vysočiny domluvily na přestupu Vojtěcha Přeučila, který tak jako první z testovaných hráčů uspěl. Na testech uspěl i Jakub Teplý. Na začátku září pak přišli další dva hráči – exjablonecký záložník Anes Haurdić (nyní FK Sarajevo) a bulharský útočník Miroslav Antonov z PFC Montana.
| Pozice | Stát                | Hráč              | Věk | Odkud přišel          | Zdroj         |
| ------ | ------------------- | ----------------- | --- | --------------------- | ------------- |
| Ú      | Bulharsko           | Miroslav Antonov  | 27  | PFC Montana           | fcvysocina.cz |
| Z      | Bosna a Hercegovina | Anes Haurdić      | 23  | FK Sarajevo           | fcvysocina.cz |
| O      | Makedonie           | Valentin Kolevski | -   | FK 11 Oktomvri Prilep | fcvysocina.cz |
| Ú      | Česko               | Vojtěch Přeučil   | 22  | FK Dukla Praha        | fcvysocina.cz |
| Ú      | Albánie             | Mateus Shkreta    | 19  | FK Teplice            | fcvysocina.cz |
| Ú      | Česko               | Jakub Teplý       | 19  | MFK Frýdek-Místek     | fcvysocina.cz |

## Letní přípravné období
Zdrojem jsou oficiální stránky klubu

### Perleťový pohár
V rámci letní přípravy se Vysočina představila v Žirovnici na Perleťovém poháru, kde se umístila na 2. místě. Nejprve v semifinále porazila góly Kolouška a Přeučila ostravský Baník (2:0). Ve finále ovšem nestačila na Bohemians 1905 a utrpěla porážku 1:2, ačkoliv ji už v 1. minutě poslal do vedení Mešanović.
| Datum        | Soupeř               | Místo                    | Výsledek | Střelci Vysočiny         | Střelci soupeře        | Zdroj  |
| ------------ | -------------------- | ------------------------ | -------- | ------------------------ | ---------------------- | ------ |
| 29. 06. 2013 | FC Baník Ostrava     | Stadion Budín, Žirovnice | 2–0      | 28' Koloušek 51' Přeučil |                        | turnaj |
| 29. 06. 2013 | Bohemians Praha 1905 | Stadion Budín, Žirovnice | 1–2      | 1' Mešanović             | 8' Wojnar 80' Budínský | turnaj |

### Soustředění v Rakousku
| Datum        | Soupeř              | Místo                  | Výsledek | Střelci Vysočiny     | Střelci soupeře                 | Zdroj |
| ------------ | ------------------- | ---------------------- | -------- | -------------------- | ------------------------------- | ----- |
| 10. 07. 2013 | FK Krasnodar        | Straßwalchen           | 1–3      | 16' Přeučil          | 18', 43' Wanderson 23' Pizzelli | Zápas |
| 12. 07. 2013 | Kayseri Erciyesspor | Schörfling am Attersee | 2–0      | 35' Tlustý 43' Jungr |                                 | Zápas |

### Ostatní přípravné zápasy
V dalších přípravných zápasech se Vysočina utkala se slovenskými celky FK AS Trenčín a TJ Spartak Myjava a českými týmy FK Pardubice a v generálce na ligu FK Čáslav. Pouze právě Čáslav dokázala porazit a tyto zápasy zakončila bilancí 1 vítězství, 1 remíza a 2 porážky při skóre 7:6.
Zápasy s  PFK Botev Plovdiv a  ŠK Slovan Bratislava musely být z důvodu nepříznivého počasí zrušeny.
| Datum        | Soupeř            | Místo                              | Výsledek | Střelci Vysočiny                                          | Střelci soupeře                   | Zdroj |
| ------------ | ----------------- | ---------------------------------- | -------- | --------------------------------------------------------- | --------------------------------- | ----- |
| 26. 06. 2013 | FK AS Trenčín     | Svitavský stadion, Svitavy         | 2–3      | 21' Šimonek 68' (pen.) Vaculík                            | 31', 40' Malec 90' Adi            | Zápas |
| 02. 07. 2013 | TJ Spartak Myjava | Stadion v Jiráskově ulici, Jihlava | 0–0      |                                                           |                                   | Zápas |
| 06. 07. 2013 | FK Pardubice      | Chotěboř                           | 0–3      |                                                           | 10' Kakrda 54' Fusek 90' Tischler | Zápas |
| 16. 07. 2013 | FK Čáslav         | Stadion v Jiráskově ulici, Jihlava | 5–0      | 54', 90' Teplý 18' Masopust 22' Koloušek 53' Tomáš Kučera |                                   | Zápas |

## Podzimní přátelský zápas
| Datum        | Soupeř               | Místo                              | Výsledek | Střelci Vysočiny | Střelci soupeře                     | Zdroj |
| ------------ | -------------------- | ---------------------------------- | -------- | ---------------- | ----------------------------------- | ----- |
| 14. 11. 2013 | ŠK Slovan Bratislava | Stadion v Jiráskově ulici, Jihlava | 2–2      | 16', 31' Přeučil | 13' (pen.) Hlohovský 50' Gašparovič | Zápas |

## Kopeme za fotbal
Kopeme za fotbal je fotbalový projekt, který umožňuje týmům z okresních přeborů a nižších fotbalových soutěží získat možnost zatrénovat si jeden den pod vedením některého z trenérů týmů Gambrinus ligy či proti týmu z Gamrinus ligy sehrát přátelské utkání.
| Datum        | Soupeř           | Místo                              | Výsledek | Střelci Vysočiny                                                                                               | Střelci soupeře | Zdroj |
| ------------ | ---------------- | ---------------------------------- | -------- | --- | --------------- | ----- |
| 10. 10. 2013 | FSC Stará Říše C | Stadion v Jiráskově ulici, Jihlava | 18–1     | ?', ?', ?', ?' Teplý ?', ?', ?', ?' Jungr ?', ?', ?' Harba ?', ?' Vaculík ?', ?' Karlík ?', ?' Kučera ?' Kosak | ?' Bártů        | Zápas |

## Podzimní část "A" týmu

### Statistiky hráčů "A" týmu – podzimní část
| Pozice | Stát                | Jméno           | Zápasy | Střídán | Nastoupil | Čistá konta | Žluté karty | Červené karty |
| ------ | ------------------- | --------------- | ------ | ------- | --------- | ----------- | ----------- | ------------- |
| B      | Česko               | Jaromír Blažek  | 14     | 0       | 0         | 3           | 0           | 0             |
| B      | Česko               | Jan Hanuš       | 2      | 0       | 0         | 0           | 0           | 0             |
| Pozice | Stát                | Jméno           | Zápasy | Střídán | Nastoupil | Góly        | Žluté karty | Červené karty |
| O      | Česko               | Tomáš Josl      | 7      | 2       | 0         | 0           | 4           | 0             |
| O      | Česko               | Milan Kopic     | 6      | 0       | 1         | 1           | 1           | 1             |
| O      | Česko               | Jiří Krejčí     | 7      | 0       | 1         | 0           | 2           | 0             |
| O      | Česko               | Tomáš Marek     | 14     | 0       | 0         | 2           | 0           | 1             |
| O      | Česko               | Jan Mikula      | 3      | 2       | 0         | 0           | 0           | 0             |
| O      | Česko               | Ondřej Šourek   | 13     | 0       | 0         | 1           | 0           | 0             |
| O      | Česko               | Petr Tlustý     | 14     | 1       | 1         | 2           | 0           | 0             |
| Pozice | Stát                | Jméno           | Zápasy | Střídán | Nastoupil | Góly        | Žluté karty | Červené karty |
| Z      | Bosna a Hercegovina | Haris Harba     | 15     | 2       | 3         | 5           | 1           | 0             |
| Z      | Česko               | Adam Jánoš      | 15     | 7       | 1         | 1           | 1           | 0             |
| Z      | Česko               | Marek Jungr     | 15     | 5       | 2         | 1           | 2           | 0             |
| Z      | Slovensko           | Karol Karlík    | 16     | 4       | 7         | 0           | 2           | 0             |
| Z      | Česko               | Jan Kliment     | 6      | 0       | 5         | 0           | 1           | 0             |
| Z      | Česko               | Václav Koloušek | 14     | 2       | 1         | 1           | 1           | 0             |
| Z      | Česko               | Jan Kosak       | 6      | 1       | 4         | 1           | 0           | 0             |
| Z      | Česko               | Lukáš Masopust  | 13     | 5       | 0         | 3           | 3           | 0             |
| Z      | Česko               | Lukáš Vaculík   | 14     | 6       | 0         | 1           | 1           | 0             |
| Pozice | Stát                | Jméno           | Zápasy | Střídán | Nastoupil | Góly        | Žluté karty | Červené karty |
| Ú      | Česko               | Jindřich Kučera | 1      | 1       | 0         | 0           | 0           | 0             |
| Ú      | Slovensko           | Matúš Marcin    | 1      | 0       | 1         | 0           | 0           | 0             |
| Ú      | Česko               | Vojtěch Přeučil | 11     | 3       | 8         | 0           | 1           | 0             |
| Ú      | Slovensko           | Arnold Šimonek  | 5      | 3       | 2         | 1           | 0           | 0             |
| Ú      | Česko               | Jakub Teplý     | 7      | 1       | 6         | 1           | 0           | 0             |

- bez odehraného zápasu – Jan Kotnour, Jan Šilinger, Tomáš Kučera, Muris Mešanović

### Ligové zápasy (podzim)

#### 1. kolo
| 21. července 2013 20:15 |        |                                               |                                                                           |
| FC Vysočina Jihlava     | 1:4    | AC Sparta Praha                               | Stadion v Jiráskově ulici, Jihlava diváci: 4.155 rozhodčí: Tomáš Kocourek |
| Šimonek 43'             | Report | 3' (pen.), 11' Lafata 32' Hušbauer 56' Kadlec | Stadion v Jiráskově ulici, Jihlava diváci: 4.155 rozhodčí: Tomáš Kocourek |

#### 2. kolo
| 27. července 2013 18:00  |        |                     | |
| 1. FC Slovácko           | 2:1    | FC Vysočina Jihlava | Městský fotbalový stadion Miroslava Valenty, Uherské Hradiště diváci: 4.254 rozhodčí: Zbyněk Proske |
| Ondřejka 45' Daníček 87' | Report | 33' Masopust        | Městský fotbalový stadion Miroslava Valenty, Uherské Hradiště diváci: 4.254 rozhodčí: Zbyněk Proske |

#### 3. kolo
| 2. srpna 2013 18:00                     |        |              |                                                                           |
| FC Vysočina Jihlava                     | 4:0    | 1. SC Znojmo | Stadion v Jiráskově ulici, Jihlava diváci: 3.149 rozhodčí: Pavel Královec |
| Tlustý 9' Marek 24' Jungr 74' Harba 90' | Report |              | Stadion v Jiráskově ulici, Jihlava diváci: 3.149 rozhodčí: Pavel Královec |

#### 4. kolo
| 11. srpna 2013 19:00 |        |                     |                                                              |
| FC Slovan Liberec    | 1:0    | FC Vysočina Jihlava | Stadion U Nisy, Liberec diváci: 4.872 rozhodčí: Pavel Franěk |
| Rybalka 60'          | Report |                     | Stadion U Nisy, Liberec diváci: 4.872 rozhodčí: Pavel Franěk |

#### 5. kolo
| 17. srpna 2013 17:00 |        |                |                                                                             |
| FC Vysočina Jihlava  | 1:1    | FK Dukla Praha | Stadion v Jiráskově ulici, Jihlava diváci: 2.450 rozhodčí: Miroslav Zelinka |
| Šourek 50'           | Report | 58' Štetina    | Stadion v Jiráskově ulici, Jihlava diváci: 2.450 rozhodčí: Miroslav Zelinka |

#### 6. kolo
| 25. srpna 2013 17:00                           |        |                     |                                                                   |
| FK Teplice                                     | 4:2    | FC Vysočina Jihlava | Stadion Na Stínadlech, Teplice diváci: 8.011 rozhodčí: Pavel Orel |
| Mahmutović 15', 20' Jablonský 29' Litsingi 78' | Report | 10' Kosak 85' Teplý | Stadion Na Stínadlech, Teplice diváci: 8.011 rozhodčí: Pavel Orel |

#### 7. kolo
| 1. září 2013 17:00           |        |                 |                                                                      |
| FC Vysočina Jihlava          | 2:1    | SK Slavia Praha | Stadion v Jiráskově ulici, Jihlava diváci: 3.780 rozhodčí: Jiří Jech |
| Vaculík 74' (pen.) Kopic 86' | Report | 15' Škutka      | Stadion v Jiráskově ulici, Jihlava diváci: 3.780 rozhodčí: Jiří Jech |

#### 8. kolo
| 14. září 2013 19:00             |        |                                     |                                                            |
| SK Sigma Olomouc                | 4:3    | FC Vysočina Jihlava                 | Andrův stadion, Olomouc diváci: 3.752 rozhodčí: Pavel Orel |
| Karaš 33', 83' Doležal 61', 90' | Report | 14' Koloušek 75' Jánoš 76' Masopust | Andrův stadion, Olomouc diváci: 3.752 rozhodčí: Pavel Orel |

#### 9. kolo
| 22. září 2013 17:00                   |        |                     |                                                                      |
| FK Mladá Boleslav                     | 3:1    | FC Vysočina Jihlava | Městský stadion, Mladá Boleslav diváci: 3.597 rozhodčí: Karel Hrubeš |
| Nešpor 7' Štajner 39' (pen.) Ščuk 67' | Report | 50' Harba           | Městský stadion, Mladá Boleslav diváci: 3.597 rozhodčí: Karel Hrubeš |

#### 10. kolo
| 27. září 2013 20:15 |        |                        |                                                                          |
| FC Vysočina Jihlava | 1:2    | FC Viktoria Plzeň      | Stadion v Jiráskově ulici, Jihlava diváci: 4.132 rozhodčí: Zbyněk Proske |
| Harba 16'           | Report | 10' Rajtoral 79' Bakoš | Stadion v Jiráskově ulici, Jihlava diváci: 4.132 rozhodčí: Zbyněk Proske |

#### 11. kolo
| 19. října 2013 17:00 |        |                     |                                                              |
| Bohemians Praha 1905 | 0:0    | FC Vysočina Jihlava | Ďolíček, Praha–Vršovice diváci: 4.024 rozhodčí: Pavel Franěk |
|                      | Report |                     | Ďolíček, Praha–Vršovice diváci: 4.024 rozhodčí: Pavel Franěk |

#### 12. kolo
| 26. října 2013 20:15        |        |                      |                                                                          |
| FC Vysočina Jihlava         | 3:2    | FK Baumit Jablonec   | Stadion v Jiráskově ulici, Jihlava diváci: 2.740 rozhodčí: Radek Příhoda |
| Masopust 35' Harba 65', 79' | Report | 54' Hubník 83' Kopic | Stadion v Jiráskově ulici, Jihlava diváci: 2.740 rozhodčí: Radek Příhoda |

#### 13. kolo
| 2. listopadu 2013 17:00 |        |                     |                                                                               |
| FC Zbrojovka Brno       | 1:0    | FC Vysočina Jihlava | Městský fotbalový stadion Srbská, Brno diváci: 3.307 rozhodčí: Petr Ardeleánu |
| Pašek 71'               | Report |                     | Městský fotbalový stadion Srbská, Brno diváci: 3.307 rozhodčí: Petr Ardeleánu |

#### 14. kolo
| 8. listopadu 2013 18:00 |        |                  |                                                                         |
| FC Vysočina Jihlava     | 0:0    | FC Baník Ostrava | Stadion v Jiráskově ulici, Jihlava diváci: 3.490 rozhodčí: Ondřej Lerch |
|                         | Report |                  | Stadion v Jiráskově ulici, Jihlava diváci: 3.490 rozhodčí: Ondřej Lerch |

#### 15. kolo
| 23. listopadu 2013 16:00                                |        |                     |                                                           |
| 1. FK Příbram                                           | 5:0    | FC Vysočina Jihlava | Na Litavce, Příbram diváci: 2.864 rozhodčí: Radek Příhoda |
| Mareš 11' Stratil 31' Pilík 33' Švancara 75' Pleško 81' | Report |                     | Na Litavce, Příbram diváci: 2.864 rozhodčí: Radek Příhoda |

#### 16. kolo
| 29. listopadu 2013 18:00 |        |                |                                                                           |
| FC Vysočina Jihlava      | 2:1    | 1. FC Slovácko | Stadion v Jiráskově ulici, Jihlava diváci: 2.975 rozhodčí: Jaroslav Bílek |
| Marek 36' Tlustý 39'     | Report | 72' Valenta    | Stadion v Jiráskově ulici, Jihlava diváci: 2.975 rozhodčí: Jaroslav Bílek |

### Umístění po podzimní části
| Poř. | Tým                  | Z  | V | R | P | VG | OG | B  |
| ---- | -------------------- | -- | - | - | - | -- | -- | -- |
| 10.  | 1. SC Znojmo         | 16 | 4 | 5 | 7 | 18 | 23 | 17 |
| 11.  | SK Slavia Praha      | 16 | 4 | 4 | 8 | 12 | 28 | 16 |
| 12.  | FC Zbrojovka Brno    | 16 | 4 | 3 | 9 | 19 | 26 | 15 |
| 13.  | FC Vysočina Jihlava  | 16 | 4 | 3 | 9 | 21 | 31 | 15 |
| 14.  | 1. FK Příbram        | 16 | 4 | 3 | 9 | 18 | 33 | 15 |
| 15.  | FC Baník Ostrava     | 16 | 3 | 6 | 7 | 14 | 31 | 15 |
| 16.  | Bohemians Praha 1905 | 16 | 3 | 5 | 8 | 14 | 27 | 14 |

Poznámky:
- Z = Odehrané zápasy; V = Vítězství; R = Remízy; P = Prohry; VG = Vstřelené góly; OG = Obdržené góly; B = Body

|  | FC Vysočina Jihlava |
|  | Sestup do 2. ligy   |

## Zimní změny v kádru

### Příchody
| Číslo | Pozice | Stát                | Hráč            | Věk | Odkud přišel                | Typ             | Zdroj         |
| ----- | ------ | ------------------- | --------------- | --- | --------------------------- | --------------- | ------------- |
|       | O      | Česko               | Lukáš Kryštůfek | 20  | FC Graffin Vlašim           | konec hostování | fcvysocina.cz |
|       | Z      | Česko               | Tomáš Kučera    | 22  | FC Hradec Králové           | konec hostování | fcvysocina.cz |
|       | Z      | Slovensko           | Vladimír Kukoľ  | 27  | TJ Spartak Myjava           | přestup         | fcvysocina.cz |
|       | Z/Ú    | Slovensko           | Matúš Marcin    | 19  | FK Dukla Banská Bystrica    | konec hostování | fcvysocina.cz |
|       | Ú      | Bosna a Hercegovina | Muris Mešanović | 23  | FK DAC 1904 Dunajská Streda | konec hostování | fcvysocina.cz |
|       | O      | Česko               | Michal Vepřek   | 28  | SK Sigma Olomouc            | hostování       | iSport.cz     |

| Pozice | Stát  | Hráč          | Věk |
| ------ | ----- | ------------- | --- |
| B      | Česko | Luděk Vejmola | 19  |

### Odchody
Ještě před začátkem zimního přestupního období se začalo jednat o možnostech hostování členů širšího kádru Jindřicha Kučery a Jana Urbánka v druholigovém Graffinu Vlašim.
| Pozice | Stát  | Hráč            | Věk | Kam odešel               | Typ                | Zdroj         |
| ------ | ----- | --------------- | --- | ------------------------ | ------------------ | ------------- |
| Z      | Česko | Jan Kliment     | 20  | FK Dukla Banská Bystrica | hostování          | fcvysocina.cz |
| O      | Česko | Milan Kopic     | 29  | –                        | dlouhodobé zranění | fcvysocina.cz |
| B      | Česko | Jan Kotnour     | 20  | FC ŽĎAS Žďár nad Sázavou | hostování          | fcvysocina.cz |
| O      | Česko | Lukáš Kryštůfek | 20  | FC Graffin Vlašim        | hostování          | fcvysocina.cz |
| Ú      | Česko | Jindřich Kučera | 20  | FC ŽĎAS Žďár nad Sázavou | hostování          | fcvysocina.cz |
| O      | Česko | Jan Šilinger    | 25  | MSK Břeclav              | hostování          | fcvysocina.cz |
| Ú      | Česko | Jakub Teplý     | 20  | FK Ústí nad Labem        | hostování          | fcvysocina.cz |

## Zimní přípravné období
Zdrojem jsou oficiální stránky klubu

### Tipsport liga
| Datum        | Soupeř            | Místo                                 | Výsledek | Střelci Vysočiny                        | Střelci soupeře                                        | Zdroj  |
| ------------ | ----------------- | ------------------------------------- | -------- | --------------------------------------- | ------------------------------------------------------ | ------ |
| 08. 01. 2014 | 1. SC Znojmo      | Sport. cent. Brněnské Ivanovice, Brno | 4–1      | 11', 28', 52' Mešanović 78' Teplý       | 60' Faouzi                                             | turnaj |
| 11. 01. 2014 | SK Sigma Olomouc  | Sport. cent. Brněnské Ivanovice, Brno | 1–0      | 16' Krejčí                              |                                                        | turnaj |
| 18. 01. 2014 | FC Zbrojovka Brno | Sport. cent. Brněnské Ivanovice, Brno | 3–0      | 11' Mešanović 55' Kosak 79' (p.) Marcin |                                                        | turnaj |
| 24. 01. 2014 | FC Baník Ostrava  | areál Český lev Union Beroun, Beroun  | 0–4      |                                         | 4' De Azevedo 30' (vl.) Tlustý 55' Krmenčík 86' Štěpán | turnaj |
| 25. 01. 2014 | FK Dukla Praha    | UMT Mikulova, Praha–Opatov            | 2–2      | 63' (pen.), 76' Přeučil                 | 54' Juroška 61' Hlinka                                 | turnaj |

### Soustředění v Turecku
| Datum        | Soupeř       | Místo          | Výsledek | Střelci Vysočiny             | Střelci soupeře | Zdroj |
| ------------ | ------------ | -------------- | -------- | ---------------------------- | --------------- | ----- |
| 02. 02. 2014 | Ruch Chorzów | Belek, Turecko | 3–1      | 12', 42' Harba 61' Mešanović | 23' Kuświk      | zápas |
| 05. 02. 2014 | FC Botosani  | Belek, Turecko | 2–0      | 2' Karlík 13' Mešanović      |                 | zápas |
| 08. 02. 2014 | Paksi SE     | Belek, Turecko | 1–0      | 43' Krejčí                   |                 | zápas |

### Ostatní přípravné zápasy
| Datum        | Soupeř               | Místo                              | Výsledek | Střelci Vysočiny        | Střelci soupeře | Zdroj |
| ------------ | -------------------- | ---------------------------------- | -------- | ----------------------- | --------------- | ----- |
| 15. 01. 2014 | FC Graffin Vlašim    | Stadion Na Lukách, Vlašim          | 1–0      | 84' Teplý               |                 | zápas |
| 22. 01. 2014 | TJ Spartak Myjava    | Štadión Spartaka Myjava, Myjava    | 2–1      | 24' Marek 79' Mešanović | 64' Šmahajčík   | zápas |
| 29. 01. 2014 | ŠK Slovan Bratislava | Stadion Pasienky, Bratislava       | 1–0      | 4' Harba                |                 | zápas |
| 15. 02. 2014 | FK Loko Vltavín      | Stadion v Jiráskově ulici, Jihlava | 1–0      | 6' Harba                |                 | zápas |

## Jarní přátelský zápas
| Datum        | Soupeř         | Místo                              | Výsledek | Střelci Vysočiny | Střelci soupeře    | Zdroj |
| ------------ | -------------- | ---------------------------------- | -------- | ---------------- | ------------------ | ----- |
| 16. 05. 2014 | FK Dukla Praha | Stadion v Jiráskově ulici, Jihlava | 1–1      | 52' Přeučil      | 33' (pen.) Pospěch | zápas |

## Jarní část "A" týmu

### Statistiky hráčů "A" týmu – jarní část
| Pozice | Stát                | Jméno           | Zápasy | Střídán | Nastoupil | Čistá konta | Žluté karty | Červené karty |
| ------ | ------------------- | --------------- | ------ | ------- | --------- | ----------- | ----------- | ------------- |
| B      | Česko               | Jaromír Blažek  | 4      | 1       | 0         | 2           | 0           | 0             |
| B      | Česko               | Jan Hanuš       | 10     | 0       | 1         | 2           | 0           | 0             |
| Pozice | Stát                | Jméno           | Zápasy | Střídán | Nastoupil | Góly        | Žluté karty | Červené karty |
| O      | Česko               | Tomáš Josl      | 6      | 1       | 0         | 1           | 1           | 0             |
| O      | Česko               | Jiří Krejčí     | 11     | 0       | 0         | 1           | 1           | 0             |
| O      | Česko               | Tomáš Marek     | 8      | 1       | 0         | 0           | 0           | 0             |
| O      | Česko               | Jan Mikula      | 9      | 3       | 1         | 0           | 1           | 0             |
| O      | Česko               | Ondřej Šourek   | 12     | 0       | 0         | 0           | 0           | 0             |
| O      | Česko               | Petr Tlustý     | 3      | 0       | 0         | 0           | 0           | 0             |
| O      | Česko               | Michal Vepřek   | 7      | 0       | 1         | 0           | 1           | 0             |
| Pozice | Stát                | Jméno           | Zápasy | Střídán | Nastoupil | Góly        | Žluté karty | Červené karty |
| Z      | Česko               | Adam Jánoš      | 9      | 1       | 2         | 1           | 1           | 0             |
| Z      | Česko               | Marek Jungr     | 11     | 5       | 2         | 2           | 1           | 0             |
| Z      | Slovensko           | Karol Karlík    | 6      | 0       | 4         | 2           | 0           | 0             |
| Z      | Česko               | Václav Koloušek | 8      | 5       | 2         | 1           | 1           | 0             |
| Z      | Česko               | Jan Kosak       | 6      | 1       | 6         | 0           | 1           | 0             |
| Z      | Česko               | Tomáš Kučera    | 12     | 0       | 1         | 1           | 5           | 0             |
| Z      | Slovensko           | Vladimír Kukoľ  | 8      | 2       | 4         | 0           | 0           | 0             |
| Z      | Česko               | Lukáš Masopust  | 10     | 7       | 0         | 2           | 0           | 0             |
| Z      | Česko               | Lukáš Vaculík   | 13     | 3       | 0         | 1           | 0           | 0             |
| Pozice | Stát                | Jméno           | Zápasy | Střídán | Nastoupil | Góly        | Žluté karty | Červené karty |
| Ú      | Bosna a Hercegovina | Haris Harba     | 13     | 4       | 0         | 7           | 0           | 0             |
| Ú      | Bosna a Hercegovina | Muris Mešanović | 5      | 0       | 5         | 1           | 0           | 0             |
| Ú      | Česko               | Vojtěch Přeučil | 6      | 0       | 6         | 0           | 1           | 0             |

- bez odehraného zápasu – Luděk Vejmola, Matúš Marcin

### Ligové zápasy (jaro)

#### 17. kolo
| 22. února 2014 14:00 |        |                     |                                                                        |
| 1. SC Znojmo         | 0:0    | FC Vysočina Jihlava | Městský fotbalový stadion Srbská, Brno diváci: 805 rozhodčí: Jiří Jech |
|                      | Report |                     | Městský fotbalový stadion Srbská, Brno diváci: 805 rozhodčí: Jiří Jech |

#### 18. kolo
| 2. března 2014 15:00     |        |                          |                                                                           |
| FC Vysočina Jihlava      | 2:3    | FC Slovan Liberec        | Stadion v Jiráskově ulici, Jihlava diváci: 3.049 rozhodčí: Martin Nenadál |
| Vaculík 22' Koloušek 30' | Report | 24' Šural 65', 69' Kolár | Stadion v Jiráskově ulici, Jihlava diváci: 3.049 rozhodčí: Martin Nenadál |

#### 19. kolo
| 8. března 2014 15:30 |        |                          |                                                                  |
| FK Dukla Praha       | 0:3    | FC Vysočina Jihlava      | Na Julisce, Praha–Dejvice diváci: 2.256 rozhodčí: Pavel Královec |
|                      | Report | 51' Jánoš 54', 68' Harba | Na Julisce, Praha–Dejvice diváci: 2.256 rozhodčí: Pavel Královec |

#### 20. kolo
| 14. března 2014 20:00 |        |             |                                                                             |
| FC Vysočina Jihlava   | 1:1    | FK Teplice  | Stadion v Jiráskově ulici, Jihlava diváci: 3.298 rozhodčí: Miroslav Zelinka |
| Karlík 13'            | Report | 72' Nivaldo | Stadion v Jiráskově ulici, Jihlava diváci: 3.298 rozhodčí: Miroslav Zelinka |

#### 21. kolo
| 23. března 2014 17:00 |        |                             |                                                                  |
| SK Slavia Praha       | 1:2    | FC Vysočina Jihlava         | Eden Aréna, Praha–Vršovice diváci: 5.431 rozhodčí: Libor Kovařík |
| Smejkal 74'           | Report | 14' (vl.) Smejkal 56' Harba | Eden Aréna, Praha–Vršovice diváci: 5.431 rozhodčí: Libor Kovařík |

#### 22. kolo
| 28. března 2014 18:00                           |        |                  |                                                                         |
| FC Vysočina Jihlava                             | 5:0    | SK Sigma Olomouc | Stadion v Jiráskově ulici, Jihlava diváci: 3.459 rozhodčí: Michal Paták |
| Josl 11' Harba 39', 49' Jungr 69' T. Kučera 70' | Report |                  | Stadion v Jiráskově ulici, Jihlava diváci: 3.459 rozhodčí: Michal Paták |

#### 23. kolo
| 6. dubna 2014 17:00 |        |                   |                                                                           |
| FC Vysočina Jihlava | 2:1    | FK Mladá Boleslav | Stadion v Jiráskově ulici, Jihlava diváci: 3.638 rozhodčí: Martin Nenadál |
| Jungr 33' Harba 50' | Report | 61' Koreš         | Stadion v Jiráskově ulici, Jihlava diváci: 3.638 rozhodčí: Martin Nenadál |

#### 24. kolo
| 13. dubna 2014 15:00 |        |                     |                                                             |
| FC Viktoria Plzeň    | 1:1    | FC Vysočina Jihlava | Doosan Arena, Plzeň diváci: 10.846 rozhodčí: Pavel Královec |
| Ďuriš 46'            | Report | 82' Mešanović       | Doosan Arena, Plzeň diváci: 10.846 rozhodčí: Pavel Královec |

#### 25. kolo
| 18. dubna 2014 20:15 |        |                      |                                                                         |
| FC Vysočina Jihlava  | 1:1    | Bohemians Praha 1905 | Stadion v Jiráskově ulici, Jihlava diváci: 3.348 rozhodčí: Pavel Franěk |
| Masopust 15'         | Report | 39' Lietava          | Stadion v Jiráskově ulici, Jihlava diváci: 3.348 rozhodčí: Pavel Franěk |

#### 26. kolo
| 27. dubna 2014 17:00            |        |                     |                                                             |
| FK Baumit Jablonec              | 3:0    | FC Vysočina Jihlava | Chance Arena, Jablonec diváci: 2.868 rozhodčí: Karel Hrubeš |
| Beneš 64' Doležal 70' Čížek 72' | Report |                     | Chance Arena, Jablonec diváci: 2.868 rozhodčí: Karel Hrubeš |

#### 27. kolo
| 4. května 2014 17:00        |        |                   |                                                                         |
| FC Vysočina Jihlava         | 2:1    | FC Zbrojovka Brno | Stadion v Jiráskově ulici, Jihlava diváci: 3.249 rozhodčí: Ondřej Lerch |
| Harba 8' Schuster 53' (vl.) | Report | 27' Fischer       | Stadion v Jiráskově ulici, Jihlava diváci: 3.249 rozhodčí: Ondřej Lerch |

#### 28. kolo
| 10. května 2014 17:00             |        |                     |                                                                         |
| FC Baník Ostrava                  | 3:1    | FC Vysočina Jihlava | Bazaly, Slezská Ostrava, Ostrava diváci: 8.818 rozhodčí: Petr Ardeléanu |
| Kukec 25' Greguš 32' Krmenčík 76' | Report | 81' Krejčí          | Bazaly, Slezská Ostrava, Ostrava diváci: 8.818 rozhodčí: Petr Ardeléanu |

#### 29. kolo
| 25. května 2014 18:00             |        |               |                                                                           |
| FC Vysočina Jihlava               | 3:0    | 1. FK Příbram | Stadion v Jiráskově ulici, Jihlava diváci: 2.679 rozhodčí: Jaroslav Bílek |
| Harba 25' Karlík 43' Masopust 77' | Report |               | Stadion v Jiráskově ulici, Jihlava diváci: 2.679 rozhodčí: Jaroslav Bílek |

#### 30. kolo
| 31. května 2014 18:00                         |        |                     |                                                                   |
| AC Sparta Praha                               | 4:1    | FC Vysočina Jihlava | Generali Arena, Praha-Bubeneč diváci: 16.740 rozhodčí: Petr Mikel |
| Vácha 18' Krejčí 21' Lafata 24' Kadeřábek 59' | Report | 42' Jungr           | Generali Arena, Praha-Bubeneč diváci: 16.740 rozhodčí: Petr Mikel |

### Konečné umístění v lize
| Poř. | Tým                 | Z  | V  | R  | P  | VG | OG | B  |
| ---- | ------------------- | -- | -- | -- | -- | -- | -- | -- |
| 6.   | 1. FC Slovácko      | 30 | 11 | 7  | 12 | 43 | 40 | 40 |
| 7.   | FK Dukla Praha      | 30 | 10 | 8  | 12 | 35 | 37 | 38 |
| 8.   | FC Vysočina Jihlava | 30 | 10 | 7  | 13 | 45 | 50 | 37 |
| 9.   | FC Zbrojovka Brno   | 30 | 10 | 7  | 13 | 32 | 42 | 37 |
| 10.  | FC Baník Ostrava    | 30 | 8  | 11 | 11 | 33 | 43 | 35 |
| 11.  | FK Baumit Jablonec  | 30 | 9  | 7  | 14 | 43 | 53 | 34 |
| 12.  | 1. FK Příbram       | 30 | 9  | 7  | 14 | 34 | 49 | 34 |

Poznámky:
- Z = Odehrané zápasy; V = Vítězství; R = Remízy; P = Prohry; VG = Vstřelené góly; OG = Obdržené góly; B = Body

|  | FC Vysočina Jihlava |

## Pohár České pošty

### Statistiky hráčů
| Pozice | Stát                | Jméno           | Zápasy | Střídán | Nastoupil | Čistá konta | Žluté karty | Červené karty |
| ------ | ------------------- | --------------- | ------ | ------- | --------- | ----------- | ----------- | ------------- |
| B      | Česko               | Jan Hanuš       | 6      | 0       | 0         | 0           | 0           | 0             |
| Pozice | Stát                | Jméno           | Zápasy | Střídán | Nastoupil | Góly        | žluté karty | červené karty |
| O      | Česko               | Tomáš Josl      | 4      | 1       | 1         | 0           | 1           | 0             |
| O      | Česko               | Jiří Krejčí     | 5      | 1       | 0         | 0           | 0           | 0             |
| O      | Česko               | Tomáš Marek     | 3      | 0       | 0         | 0           | 0           | 0             |
| O      | Česko               | Jan Mikula      | 4      | 0       | 0         | 0           | 0           | 0             |
| O      | Česko               | Ondřej Šourek   | 5      | 0       | 0         | 0           | 0           | 0             |
| O      | Česko               | Petr Tlustý     | 1      | 0       | 0         | 0           | 0           | 0             |
| O      | Česko               | Michal Vepřek   | 1      | 0       | 1         | 1           | 0           | 0             |
| Pozice | Stát                | Jméno           | Zápasy | Střídán | Nastoupil | góly        | žluté karty | červené karty |
| Z      | Bosna a Hercegovina | Haris Harba     | 5      | 3       | 1         | 4           | 0           | 0             |
| Z      | Česko               | Adam Jánoš      | 6      | 2       | 0         | 0           | 2           | 0             |
| Z      | Česko               | Marek Jungr     | 4      | 1       | 1         | 1           | 1           | 0             |
| Z      | Slovensko           | Karol Karlík    | 5      | 0       | 1         | 1           | 1           | 0             |
| Z      | Česko               | Jan Kliment     | 4      | 0       | 2         | 3           | 0           | 0             |
| Z      | Česko               | Václav Koloušek | 3      | 1       | 0         | 0           | 0           | 0             |
| Z      | Česko               | Jan Kosak       | 5      | 3       | 0         | 0           | 1           | 0             |
| Z      | Česko               | Tomáš Kučera    | 2      | 0       | 2         | 0           | 0           | 0             |
| Z      | Slovensko           | Vladimír Kukoľ  | 2      | 1       | 0         | 0           | 0           | 0             |
| Z      | Česko               | Lukáš Masopust  | 4      | 2       | 1         | 0           | 0           | 0             |
| Z      | Česko               | Lukáš Vaculík   | 1      | 1       | 0         | 1           | 0           | 0             |
| Pozice | Stát                | Jméno           | Zápasy | Střídán | Nastoupil | góly        | žluté karty | červené karty |
| Ú      | Česko               | Jakub Fulnek    | 1      | 0       | 1         | 0           | 0           | 0             |
| Ú      | Česko               | Jindřich Kučera | 2      | 0       | 2         | 0           | 0           | 0             |
| Ú      | Slovensko           | Matúš Marcin    | 1      | 0       | 0         | 0           | 0           | 0             |
| Ú      | Bosna a Hercegovina | Muris Mešanović | 1      | 1       | 0         | 1           | 1           | 0             |
| Ú      | Česko               | Vojtěch Přeučil | 4      | 0       | 2         | 0           | 0           | 0             |
| Ú      | Slovensko           | Arnold Šimonek  | 1      | 1       | 0         | 0           | 0           | 0             |
| Ú      | Česko               | Jakub Teplý     | 4      | 0       | 3         | 2           | 1           | 0             |

- bez odehraného zápasu – Jaromír Blažek, Jan Kotnour, Jan Šilinger, Milan Kopic

### Zápasy

#### 2. kolo
| 21. srpna 2013 17:00 |        |                                               |                                                                           |
| FC Slovan Rosice     | 1:6    | FC Vysočina Jihlava                           | Sportovní areál FC Slovan Rosice, Rosice diváci: 570 rozhodčí: Petr Mikel |
| Pšikal 64'           | Report | 7', 20', 55' Kliment 77', 89' Teplý 52' Harba | Sportovní areál FC Slovan Rosice, Rosice diváci: 570 rozhodčí: Petr Mikel |

#### 3. kolo
| 25. září 2013 17:00 |        |                     |                                                       |
| 1. FC Karlovy Vary  | 0:1    | FC Vysočina Jihlava | Karlovy Vary–Dvory diváci: 250 rozhodčí: Ondřej Berka |
|                     | Report | 11' Lukáš Vaculík   | Karlovy Vary–Dvory diváci: 250 rozhodčí: Ondřej Berka |

#### 4. kolo
| 5. října 2013 17:00 |        |                                    |                                                             |
| SK Sigma Olomouc    | 0:4    | FC Vysočina Jihlava                | Andrův stadion, Olomouc diváci: 758 rozhodčí: Jana Adámková |
|                     | Report | 8'Jungr 14', 65', 90' (pen.) Harba | Andrův stadion, Olomouc diváci: 758 rozhodčí: Jana Adámková |

| 30. října 2013 17:00 |        |                  |                                                                          |
| FC Vysočina Jihlava  | 0:0    | SK Sigma Olomouc | Stadion v Jiráskově ulici, Jihlava diváci: 980 rozhodčí: Ondřej Pechanec |
|                      | Report |                  | Stadion v Jiráskově ulici, Jihlava diváci: 980 rozhodčí: Ondřej Pechanec |

#### Čtvrtfinále
| 1. dubna 2014 18:00 |        |                     |                                                          |
| FC Viktoria Plzeň   | 1:0    | FC Vysočina Jihlava | Doosan Arena, Plzeň diváci: 6.102 rozhodčí: Ondřej Lerch |
| Kovařík 78'         | Report |                     | Doosan Arena, Plzeň diváci: 6.102 rozhodčí: Ondřej Lerch |

| 9. dubna 2014 18:00                 |        |                             |                                                                      |
| FC Vysočina Jihlava                 | 3:2    | FC Viktoria Plzeň           | Stadion v Jiráskově ulici, Jihlava diváci: 3.389 rozhodčí: Jiří Jech |
| Karlík 32' Mešanović 37' Vepřek 90' | Report | 15' Tecl 50' (pen.) Kovařík | Stadion v Jiráskově ulici, Jihlava diváci: 3.389 rozhodčí: Jiří Jech |

## Juniorský tým

### Letní změny v kádru

#### Příchody
| Pozice | Stát  | Hráč           | Věk | Odkud přišel             | Typ       |
| ------ | ----- | -------------- | --- | ------------------------ | --------- |
| O      | Česko | Ondřej Berky   | 20  | FC Slovan Havlíčkův Brod | hostování |
| Z/Ú    | Česko | Jakub Fulnek   | 19  | MFK OKD Karviná          | přestup   |
| Z      | Česko | Martin Levai   | 18  | FC Zbrojovka Brno        | hostování |
| Z      | Česko | Ondřej Tomovič | 20  | FK Humpolec              | hostování |
| B      | Česko | Luděk Vejmola  | 18  | 1. FC Slovácko           | přestup   |

| Pozice | Stát  | Hráč           | Věk |
| ------ | ----- | -------------- | --- |
| Z      | Česko | Patrik Demeter | 19  |
| O      | Česko | Filip Dvořáček | 19  |
| Ú      | Česko | Martin Kelbler | 19  |
| O      | Česko | Dominik Pedro  | 18  |
| Z      | Česko | Ivo Ujčík      | 18  |

#### Odchody
| Pozice | Stát  | Hráč               | Věk | Kam odešel               | Typ             |
| ------ | ----- | ------------------ | --- | ------------------------ | --------------- |
| Z      | Česko | Jiří Fadrný        | 21  | –                        | konec smlouvy   |
| Ú      | Česko | Daniel Kavka       | 20  | –                        | konec smlouvy   |
| Z      | Česko | Luboš Košulič      | 23  | FC Zbrojovka Brno        | konec hostování |
| Z      | Česko | Jan Koudelka       | 21  | SK Líšeň                 | konec hostování |
| Z      | Česko | David Klusák       | 19  | FC Slovan Havlíčkův Brod | hostování       |
| O      | Česko | Tomáš Ločárek      | 19  | FC ŽĎAS Žďár nad Sázavou | hostování       |
| O      | Česko | Martin Marák       | 20  | ŠSK Bílovec              | konec hostování |
| B      | Česko | Jan Procházka      | 20  | SK Roudnice nad Labem    | hostování       |
| O      | Česko | František Rozmahel | 19  | HFK Třebíč               | hostování       |
| Z      | Česko | David Vacek        | 22  | FK Ústí nad Labem        | hostování       |
| O      | Česko | Jan Vonásek        | 20  | –                        | konec smlouvy   |
| Ú      | Česko | Alois Zeman        | 21  | –                        | konec smlouvy   |

### Letní přípravné zápasy
Zdrojem jsou oficiální stránky klubu
V letním přípravném období odehrál jihlavský juniorský tým 4 zápasy, v nichž třikrát vyhrál, jednou prohrál a připsal si celkové skóre 10:7. Porazit dokázaly rezervu druholigových Českých Budějovic, třetiligový Žďár nad Sázavou a divizní Velké Meziříčí. Porážku si naopak připsali s druholigovým Táborskem.
| Datum        | Soupeř                       | Místo                                  | Výsledek | Střelci Vysočiny              | Střelci soupeře                                | Zdroj |
| ------------ | ---------------------------- | -------------------------------------- | -------- | ----------------------------- | ---------------------------------------------- | ----- |
| 05. 07. 2013 | FC MAS Táborsko              | Písek                                  | 1–5      | 43' Demeter                   | 15', 40' Musiol 50' Mráz 54' Potočný 75' Šimák | Zápas |
| 10. 07. 2013 | SK Dynamo České Budějovice B | Nová Včelnice                          | 2–1      | J. Kučera Demeter             | ?                                              | Zápas |
| 17. 07. 2013 | FC ŽĎAS Žďár nad Sázavou     | Žďár nad Sázavou                       | 4–1      | Levai Štancl J. Kučera Fulnek | ?                                              | Zápas |
| 24. 07. 2013 | FC Velké Meziříčí            | Fotbalový stadion Na Stoupách, Jihlava | 3–0      | vlastní J. Kučera Kelbler     |                                                | Zápas |

### Statistiky hráčů juniorského týmu – podzimní část
| Pozice | Stát                | Jméno           | Zápasy | Střídán | Nastoupil | Čistá konta | Žluté karty | Červené karty |
| ------ | ------------------- | --------------- | ------ | ------- | --------- | ----------- | ----------- | ------------- |
| B      | Česko               | Jan Hanuš       | 4      | 0       | 0         | 1           | 0           | 0             |
| B      | Česko               | Jan Kotnour     | 12     | 0       | 1         | 1           | 1           | 0             |
| B      | Česko               | Pavel Soukup    | 1      | 0       | 1         | 0           | 0           | 0             |
| B      | Česko               | Luděk Vejmola   | 7      | 1       | 0         | 0           | 0           | 0             |
| Pozice | Stát                | Jméno           | Zápasy | Střídán | Nastoupil | Góly        | Žluté karty | Červené karty |
| O      | Česko               | Ondřej Berky    | 18     | 1       | 0         | 1           | 3           | 0             |
| O      | Česko               | Filip Dvořáček  | 11     | 4       | 5         | 1           | 0           | 0             |
| O      | Česko               | Vojtěch Haala   | 1      | 0       | 1         | 0           | 0           | 0             |
| O      | Česko               | Lukáš Hráček    | 2      | 0       | 2         | 0           | 0           | 0             |
| O      | Česko               | Tomáš Josl      | 1      | 0       | 0         | 0           | 0           | 0             |
| O      | Česko               | Jiří Krejčí     | 3      | 0       | 0         | 0           | 0           | 0             |
| O      | Česko               | Jan Mikula      | 12     | 2       | 0         | 2           | 2           | 0             |
| O      | Česko               | Dominik Pedro   | 17     | 0       | 1         | 0           | 1           | 0             |
| O      | Česko               | Jan Šilinger    | 5      | 2       | 0         | 0           | 1           | 0             |
| O      | Česko               | Jan Urbánek     | 13     | 1       | 1         | 1           | 1           | 1             |
| Pozice | Stát                | Jméno           | Zápasy | Střídán | Nastoupil | Góly        | Žluté karty | Červené karty |
| Z      | Česko               | Aleš Čáp        | 3      | 0       | 3         | 0           | 0           | 0             |
| Z      | Česko               | Patrik Demeter  | 18     | 4       | 0         | 1           | 2           | 0             |
| Z      | Bosna a Hercegovina | Anes Haurdić    | 1      | 0       | 0         | 0           | 0           | 0             |
| Z      | Česko               | Jan Kliment     | 8      | 2       | 0         | 4           | 2           | 0             |
| Z      | Česko               | Jan Kosak       | 2      | 1       | 0         | 0           | 0           | 0             |
| Z      | Česko               | Martin Levai    | 21     | 8       | 9         | 1           | 0           | 0             |
| Z      | Česko               | Michal Mazel    | 8      | 0       | 7         | 0           | 1           | 0             |
| Z      | Česko               | Martin Štancl   | 8      | 2       | 0         | 0           | 0           | 0             |
| Z      | Česko               | Radim Šuta      | 16     | 4       | 1         | 2           | 3           | 0             |
| Z      | Česko               | Ondřej Tomovič  | 14     | 6       | 5         | 1           | 0           | 0             |
| Z      | Česko               | Ivo Ujčík       | 6      | 1       | 5         | 0           | 0           | 0             |
| Pozice | Stát                | Jméno           | Zápasy | Střídán | Nastoupil | Góly        | Žluté karty | Červené karty |
| Ú      | Česko               | Tomáš Duba      | 1      | 0       | 1         | 0           | 0           | 0             |
| Ú      | Norsko              | Forllandsar     | 1      | 1       | 0         | 0           | 0           | 0             |
| Ú      | Česko               | Jakub Fulnek    | 20     | 1       | 0         | 4           | 0           | 0             |
| Ú      | Česko               | Martin Kelbler  | 20     | 2       | 16        | 1           | 1           | 0             |
| Ú      | Česko               | Jindřich Kučera | 20     | 4       | 0         | 6           | 3           | 0             |
| Ú      | Slovensko           | Matúš Marcin    | 6      | 4       | 0         | 0           | 0           | 0             |
| Ú      | Česko               | Štěpán Maruš    | 1      | 0       | 0         | 1           | 0           | 0             |
| Ú      | Česko               | Vojtěch Přeučil | 2      | 1       | 1         | 0           | 0           | 0             |
| Ú      | Česko               | Jakub Teplý     | 18     | 11      | 0         | 14          | 5           | 0             |

### Ligové zápasy (podzim)

#### 1. kolo
| 29. července 2013 16:00 |        |                             |                                          |
| FC Vysočina Jihlava     | 1:2    | FC Viktoria Plzeň           | Stadion Na Stoupách, Jihlava diváci: 150 |
| Šuta 5' (pen.)          | Report | 31' Mandula 73' Veselinović | Stadion Na Stoupách, Jihlava diváci: 150 |

#### 2. kolo
| 1. srpna 2013 13:00              |        |                             |                                                      |
| FC Slovan Liberec                | 3:3    | FC Vysočina Jihlava         | Stadion U Nisy, Liberec diváci: 80 rozhodčí: Poživil |
| Káva 18' Pokorný 32' Douglas 62' | Report | 42', 82' Teplý 87' Dvořáček | Stadion U Nisy, Liberec diváci: 80 rozhodčí: Poživil |

#### 3. kolo
| 5. srpna 2013 16:00                  |        |                   |                                                                     |
| FC Vysočina Jihlava                  | 3:1    | FC Zbrojovka Brno | Stadion v Jiráskově ulici, Jihlava diváci: 100 rozhodčí: Petr Mikel |
| Kučera 16' Teplý 45' Šuta 74' (pen.) | Report | 56' Přerovský     | Stadion v Jiráskově ulici, Jihlava diváci: 100 rozhodčí: Petr Mikel |

#### 4. kolo
| 8. srpna 2013 17:00  |        |                             |                                                  |
| Bohemians Praha 1905 | 0:3    | FC Vysočina Jihlava         | Ďolíček, Praha–Vršovice rozhodčí: Jaroslav Bílek |
|                      | Report | 18', 48' Kučera 87' Kliment | Ďolíček, Praha–Vršovice rozhodčí: Jaroslav Bílek |

#### 5. kolo
| 12. srpna 2013 16:00   |        |                 |                                                                  |
| FC Vysočina Jihlava    | 2:0    | AC Sparta Praha | Stadion Na Stoupách, Jihlava diváci: 150 rozhodčí: Olga Zadinová |
| Kučera 35' Kliment 76' | Report |                 | Stadion Na Stoupách, Jihlava diváci: 150 rozhodčí: Olga Zadinová |

#### 6. kolo
| 26. srpna 2013 16:00 |        |                                                    |                                                                           |
| FC Vysočina Jihlava  | 0:4    | SK Sigma Olomouc                                   | Stadion v Jiráskově ulici, Jihlava diváci: 100 rozhodčí: Pavel Ochotnický |
|                      | Report | 18' Koutný 40' Plšek 68' (pen.) Vepřek 71' Doležal | Stadion v Jiráskově ulici, Jihlava diváci: 100 rozhodčí: Pavel Ochotnický |

#### 7. kolo
| 2. září 2013 14:00                        |        |                     |                                                         |
| FC Baník Ostrava                          | 4:0    | FC Vysočina Jihlava | Bazaly, Slezská Ostrava, Ostrava rozhodčí: Milan Plesar |
| P. Kundrátek 52', 62' Kaša 19' Byrtus 65' | Report |                     | Bazaly, Slezská Ostrava, Ostrava rozhodčí: Milan Plesar |

#### 8. kolo
| 9. září 2013 16:00  |        |                   |                                                |
| FC Vysočina Jihlava | 1:2    | FK Mladá Boleslav | Stadion v Jiráskově ulici, Jihlava diváci: 150 |
| Teplý 82'           | Report | 40', 66' Skořepa  | Stadion v Jiráskově ulici, Jihlava diváci: 150 |

#### 9. kolo
| 16. září 2013 17:00 |        |                                                        |                                                                        |
| FK Varnsdorf        | 2:5    | FC Vysočina Jihlava                                    | Městský stadion v Kotlině, Varnsdorf diváci: 50 rozhodčí: Ondřej Berka |
| Cana 6' Just 54'    | Report | 7' Tomovič 9' Fulnek 29' Kliment 60' (pen.), 84' Teplý | Městský stadion v Kotlině, Varnsdorf diváci: 50 rozhodčí: Ondřej Berka |

#### 10. kolo
| 19. září 2013 13:00          |        |                                 |                                                                  |
| FC Vysočina Jihlava          | 2:2    | FK Fotbal Třinec                | Stadion Na Stoupách, Jihlava diváci: 100 rozhodčí: Emanuel Marek |
| Teplý 53' (pen.) Kliment 90' | Report | 17' Adamek 36' (pen.) Vlachovič | Stadion Na Stoupách, Jihlava diváci: 100 rozhodčí: Emanuel Marek |

#### 11. kolo
| 24. září 2013 16:00     |        |                     |                                                         |
| 1. FK Příbram           | 2:0    | FC Vysočina Jihlava | Na Litavce, Příbram diváci: 100 rozhodčí: Pavel Vlasjuk |
| Krbeček 37' Abraham 50' | Report |                     | Na Litavce, Příbram diváci: 100 rozhodčí: Pavel Vlasjuk |

#### 12. kolo
| 24. října 2013 13:00 |        |                                      |                                                                     |
| FC Vysočina Jihlava  | 0:3    | FK Baumit Jablonec                   | Stadion Na Stoupách, Jihlava diváci: 50 rozhodčí: Zdeněk Dobrovolný |
|                      | Report | 3' Vodička 53' Skwarczek 70' Ledecký | Stadion Na Stoupách, Jihlava diváci: 50 rozhodčí: Zdeněk Dobrovolný |

#### 13. kolo
| 7. října 2013 16:00 |        |                                 |                                                                          |
| FC Hradec Králové   | 2:3    | FC Vysočina Jihlava             | Všesportovní stadion, Hradec Králové diváci: 300 rozhodčí: Martin Svatík |
| Bláha 48', 74'      | Report | 15' Kučera 44' Teplý 78' Fulnek | Všesportovní stadion, Hradec Králové diváci: 300 rozhodčí: Martin Svatík |

#### 14. kolo
| 14. října 2013 13:30 |        |                  |                                                                      |
| FC Vysočina Jihlava  | 1:1    | FK Teplice       | Stadion v Jiráskově ulici, Jihlava diváci: 50 rozhodčí: Petr Kotalík |
| Teplý 13' (pen.)     | Report | 90' (pen.) Lukáč | Stadion v Jiráskově ulici, Jihlava diváci: 50 rozhodčí: Petr Kotalík |

#### 15. kolo
| 21. října 2013 15:00     |        |                                  |                                                                                                  |
| 1. FC Slovácko           | 2:3    | FC Vysočina Jihlava              | Městský fotbalový stadion Miroslava Valenty, Uherské Hradiště diváci: 50 rozhodčí: Jana Adámková |
| Svízela 77' Fojtášek 88' | Report | 29' Kučera 60' Levai 76' Urbánek | Městský fotbalový stadion Miroslava Valenty, Uherské Hradiště diváci: 50 rozhodčí: Jana Adámková |

#### 16. kolo
| 28. října 2013 13:00 |        |                      |                                                                 |
| FC Vysočina Jihlava  | 0:2    | SK Slavia Praha      | Stadion Na Stoupách, Jihlava diváci: 100 rozhodčí: Ondřej Berka |
|                      | Report | 12' Verner 78' Hrubý | Stadion Na Stoupách, Jihlava diváci: 100 rozhodčí: Ondřej Berka |

#### 17. kolo
| 4. listopadu 2013 14:00                       |        |                                                  |                                            |
| FK Dukla Praha                                | 4:4    | FC Vysočina Jihlava                              | Na Julisce, Praha–Dejvice rozhodčí: Houdek |
| Vopat 8' Kunić 11' Tetour 48' Berky 79' (vl.) | Report | 28' Berky 52' Fulnek 73' (pen.) Teplý 89' Mikula | Na Julisce, Praha–Dejvice rozhodčí: Houdek |

#### 18. kolo
| 11. listopadu 2013 13:00 |        |                 |                                                                |
| FC Vysočina Jihlava      | 1:2    | FC MAS Táborsko | Stadion Na Stoupách, Jihlava diváci: 50 rozhodčí: Karel Hrubeš |
| Teplý 27'                | Report | 21', 82' Traoré | Stadion Na Stoupách, Jihlava diváci: 50 rozhodčí: Karel Hrubeš |

#### 19. kolo
| 18. listopadu 2013 13:30                       |        |                           |                                                   |
| 1. SC Znojmo                                   | 5:3    | FC Vysočina Jihlava       | Stadion v Husových sadech, Znojmo rozhodčí: Hájek |
| Crkić 1', 18' Tomeček 47' Celik 49' Šrámek 80' | Report | 2', 64' Teplý 78' Kotnour | Stadion v Husových sadech, Znojmo rozhodčí: Hájek |

#### 20. kolo
| 25. listopadu 2013 13:30 |        |                                 |                                                                            |
| FK Pardubice             | 1:3    | FC Vysočina Jihlava             | Fotbalový areál Ohrazenice, Pardubice–Ohrazenice rozhodčí: Ondřej Pechanec |
| Kakrda 29'               | Report | 56' Mikula 76' Maruš 86' Fulnek | Fotbalový areál Ohrazenice, Pardubice–Ohrazenice rozhodčí: Ondřej Pechanec |

#### 21. kolo
| 29. srpna 2013 13:00 |        |                   |                                                                     |
| FC Vysočina Jihlava  | 2:1    | FC Slovan Liberec | Stadion Na Stoupách, Jihlava diváci: 70 rozhodčí: Zdeněk Dobrovolný |
| Demeter 6' Teplý 80' | Report | 34' Pimpara       | Stadion Na Stoupách, Jihlava diváci: 70 rozhodčí: Zdeněk Dobrovolný |

#### 22. kolo
| 3. října 2013 15:00    |        |                     |                                                                      |
| FC Zbrojovka Brno      | 2:1    | FC Vysočina Jihlava | Městský fotbalový stadion Srbská, Brno diváci: 80 rozhodčí: Sedláček |
| Přerovský 3' Vávra 85' | Report | 78' Kelbler         | Městský fotbalový stadion Srbská, Brno diváci: 80 rozhodčí: Sedláček |

### Umístění po podzimní části
| Poř. | Tým                  | Z  | V | R | P  | VG | OG | B  |
| ---- | -------------------- | -- | - | - | -- | -- | -- | -- |
| 10.  | SK Sigma Olomouc     | 22 | 9 | 6 | 7  | 31 | 25 | 33 |
| 11.  | 1. FC Slovácko       | 22 | 9 | 3 | 10 | 25 | 32 | 30 |
| 12.  | FK Dukla Praha       | 21 | 9 | 2 | 10 | 40 | 50 | 29 |
| 13.  | FC Vysočina Jihlava  | 22 | 8 | 4 | 10 | 41 | 47 | 28 |
| 14.  | FC Hradec Králové    | 22 | 7 | 6 | 9  | 42 | 39 | 27 |
| 15.  | Bohemians Praha 1905 | 22 | 7 | 5 | 10 | 19 | 41 | 26 |
| 16.  | FK Teplice           | 21 | 7 | 4 | 10 | 24 | 33 | 25 |

Poznámky:
- Z = Odehrané zápasy; V = Vítězství; R = Remízy; P = Prohry; VG = Vstřelené góly; OG = Obdržené góly; B = Body

|  | FC Vysočina Jihlava |

### Zimní změny v kádru

#### Příchody
| Pozice | Stát  | Hráč         | Věk | Odkud přišel             | Typ             |
| ------ | ----- | ------------ | --- | ------------------------ | --------------- |
| Z      | Česko | David Klusák | 19  | FC Slovan Havlíčkův Brod | konec hostování |

| Pozice | Stát  | Hráč             | Věk |
| ------ | ----- | ---------------- | --- |
| Ú      | Česko | Tomáš Duba       | 18  |
| Z      | Česko | Martin Homola    | 19  |
| Z      | Česko | Vojtěch Hron     | 18  |
| O      | Česko | Miloš Kriegsmann | 18  |
| Ú      | Česko | Štěpán Maruš     | 18  |
| B      | Česko | Pavel Soukup     | 18  |
| Ú      | Česko | Lubor Trojánek   | 19  |
| Z      | Česko | Michal Veselský  | 19  |

#### Odchody
| Pozice | Stát  | Hráč          | Věk | Kam odešel          | Typ       |
| ------ | ----- | ------------- | --- | ------------------- | --------- |
| Z      | Česko | Martin Štancl | 21  | –                   | studium   |
| Z      | Česko | Radim Šuta    | –   | TJ Slavoj TKZ Polná | hostování |
| Z      | Česko | Ivo Ujčík     | 18  | HFK Třebíč          | hostování |

### Zimní přípravné zápasy
Zdrojem jsou oficiální stránky klubu
| Datum        | Soupeř                       | Místo                             | Výsledek | Střelci Vysočiny                               | Střelci soupeře | Zdroj |
| ------------ | ---------------------------- | --------------------------------- | -------- | ---------------------------------------------- | --------------- | ----- |
| 19. 01. 2014 | SK Dynamo České Budějovice B | České Budějovice                  | 5–0      | ?', ?' Maruš ?' Urbánek ?' Trojánek ?' Fulnek  |                 | Zápas |
| 26. 01. 2014 | FC Slovan Havlíčkův Brod     | Na Losích, Havlíčkův Brod         | 6–2      | ?', ?' Maruš ?', ?' Trojánek ?' Šuta ?' Fulnek | ?               | Zápas |
| 01. 02. 2014 | FC Velké Meziříčí            | Stadion U Tržiště, Velké Meziříčí | 2–1      | 48' Trojánek 74' Hron                          | 68' Havlíček    | Zápas |
| 08. 02. 2014 | HFK Třebíč                   | Stadion Na Stoupách, Jihlava      | 4–1      | ?' Kriegsmann ?' Levai ?' Berky ?' Salcin      | ?               | Zápas |
| 15. 02. 2014 | FC ŽĎAS Žďár nad Sázavou     | Žďár nad Sázavou                  | 1–1      | ?' Fulnek                                      | ?               | Zápas |

### Statistiky hráčů juniorského týmu – jarní část
| Pozice | Stát                | Jméno            | Zápasy | Střídán | Nastoupil | Čistá konta | Žluté karty | Červené karty |
| ------ | ------------------- | ---------------- | ------ | ------- | --------- | ----------- | ----------- | ------------- |
| B      | Česko               | Pavel Soukup     | 6      | 0       | 1         | 1           | 0           | 0             |
| B      | Česko               | Luděk Vejmola    | 10     | 1       | 0         | 0           | 0           | 0             |
| Pozice | Stát                | Jméno            | Zápasy | Střídán | Nastoupil | Góly        | Žluté karty | Červené karty |
| O      | Česko               | Ondřej Berky     | 15     | 0       | 1         | 1           | 1           | 0             |
| O      | Česko               | Tomáš Josl       | 2      | 1       | 0         | 0           | 0           | 0             |
| O      | Česko               | David Klusák     | 18     | 3       | 6         | 1           | 2           | 0             |
| O      | Česko               | Miloš Kriegsmann | 5      | 1       | 1         | 0           | 0           | 0             |
| O      | Česko               | Jan Mikula       | 1      | 0       | 0         | 0           | 0           | 0             |
| O      | Česko               | Dominik Pedro    | 15     | 0       | 0         | 2           | 1           | 0             |
| O      | Česko               | Petr Tlustý      | 3      | 0       | 0         | 0           | 0           | 0             |
| O      | Česko               | Jan Urbánek      | 16     | 0       | 1         | 4           | 1           | 0             |
| O      | Česko               | Michal Vepřek    | 2      | 1       | 0         | 0           | 0           | 0             |
| Pozice | Stát                | Jméno            | Zápasy | Střídán | Nastoupil | Góly        | Žluté karty | Červené karty |
| Z      | Česko               | Aleš Čáp         | 1      | 0       | 1         | 0           | 0           | 0             |
| Z      | Česko               | Patrik Demeter   | 17     | 0       | 0         | 5           | 1           | 0             |
| Z      | Česko               | Jakub Fulnek     | 19     | 1       | 0         | 10          | 1           | 0             |
| Z      | Česko               | Vojtěch Hron     | 2      | 0       | 1         | 0           | 0           | 0             |
| Z      | Česko               | Adam Jánoš       | 2      | 0       | 0         | 2           | 0           | 0             |
| Z      | Česko               | Marek Jungr      | 1      | 1       | 0         | 0           | 0           | 0             |
| Z      | Slovensko           | Karol Karlík     | 2      | 1       | 0         | 1           | 0           | 0             |
| Z      | Česko               | Jan Kosak        | 2      | 1       | 0         | 0           | 0           | 0             |
| Z      | Česko               | Tomáš Kučera     | 1      | 1       | 0         | 2           | 0           | 0             |
| Z      | Slovensko           | Vladimír Kukoľ   | 1      | 1       | 0         | 0           | 0           | 0             |
| Z      | Česko               | Martin Levai     | 16     | 5       | 4         | 3           | 0           | 0             |
| Z      | Česko               | Michal Mazel     | 1      | 0       | 1         | 0           | 0           | 0             |
| Z      | Bosna a Hercegovina | Edin Salcin      | 13     | 2       | 11        | 1           | 1           | 0             |
| Z      | Makedonie           | Bojan Spirkoski  | 1      | 0       | 1         | 0           | 0           | 0             |
| Z      | Česko               | Radim Šuta       | 3      | 3       | 0         | 0           | 0           | 0             |
| Z      | Česko               | Ondřej Tomovič   | 17     | 4       | 1         | 0           | 0           | 0             |
| Z      | Česko               | Michal Veselský  | 5      | 1       | 4         | 1           | 0           | 0             |
| Z      | Česko               | Jan Zábrodský    | 1      | 0       | 1         | 0           | 0           | 0             |
| Pozice | Stát                | Jméno            | Zápasy | Střídán | Nastoupil | Góly        | Žluté karty | Červené karty |
| Ú      | Česko               | Tomáš Duba       | 15     | 7       | 3         | 8           | 0           | 0             |
| Ú      | Česko               | Martin Kelbler   | 15     | 5       | 6         | 11          | 1           | 0             |
| Ú      | Slovensko           | Matúš Marcin     | 2      | 1       | 1         | 1           | 0           | 0             |
| Ú      | Česko               | Štěpán Maruš     | 13     | 6       | 6         | 1           | 1           | 0             |
| Ú      | Bosna a Hercegovina | Muris Mešanović  | 2      | 2       | 0         | 2           | 0           | 0             |
| Ú      | Česko               | Vojtěch Přeučil  | 1      | 0       | 0         | 0           | 0           | 0             |

- bez odehraného zápasu – Filip Dvořáček, Martin Homola, Ivo Ujčík, Lubor Trojánek

### Ligové zápasy (jaro)

#### 24. kolo
| 24. února 2014 12:30 |        |                      |                                                               |
| FC Vysočina Jihlava  | 2:1    | Bohemians Praha 1905 | Stadion Na Stoupách, Jihlava diváci: 100 rozhodčí: Petr Mikel |
| Jánoš 30' Marcin 63' | Report | 74' Krch             | Stadion Na Stoupách, Jihlava diváci: 100 rozhodčí: Petr Mikel |

#### 25. kolo
| 3. března 2014 13:00   |        |                                    |                                                    |
| AC Sparta Praha        | 2:3    | FC Vysočina Jihlava                | Fotbalové centrum mládeže, Praha–Strahov rozhodčí: |
| Konaté 36' Jakubov 47' | Report | 72' Demeter 73' Veselský 76' Jánoš | Fotbalové centrum mládeže, Praha–Strahov rozhodčí: |

#### 27. kolo
| 17. března 2014 17:00          |        |                     |                                                           |
| SK Sigma Olomouc               | 3:1    | FC Vysočina Jihlava | Andrův stadion, Olomouc diváci: 40 rozhodčí: Milan Plesar |
| Serra 6' Javůrek 56' Plšek 61' | Report | 33' Mešanović       | Andrův stadion, Olomouc diváci: 40 rozhodčí: Milan Plesar |

#### 28. kolo
| 24. března 2014 12:30                     |        |                  |                                                              |
| FC Vysočina Jihlava                       | 4:1    | FC Baník Ostrava | Stadion Na Stoupách, Jihlava diváci: 80 rozhodčí: Josef Váňa |
| Levai 8' Mešanović 24' Duba 30' Maruš 64' | Report | 19' Narh         | Stadion Na Stoupách, Jihlava diváci: 80 rozhodčí: Josef Váňa |

#### 29. kolo
| 28. března 2014 15:00 |        |                     |                                                         |
| FK Mladá Boleslav     | 1:2    | FC Vysočina Jihlava | Městský stadion, Mladá Boleslav rozhodčí: Martin Svatík |
| Fidrich 90'           | Report | 70' Pedro 90'Klusák | Městský stadion, Mladá Boleslav rozhodčí: Martin Svatík |

#### 30. kolo
| 3. dubna 2014 12:30                                |        |                        |                                                                 |
| FC Vysočina Jihlava                                | 4:3    | FK Varnsdorf           | Stadion Na Stoupách, Jihlava diváci: 50 rozhodčí: Olga Zadinová |
| Levai 13' Urbánek 50' (pen.) Demeter 62' Berky 86' | Report | 3', 79' Jurča 53' Vála | Stadion Na Stoupách, Jihlava diváci: 50 rozhodčí: Olga Zadinová |

#### 31. kolo
| 7. dubna 2014 15:00                                 |        |                                  |                                                                  |
| FK Fotbal Třinec                                    | 4:4    | FC Vysočina Jihlava              | Stadion Rudolfa Labaje, Třinec diváci: 90 rozhodčí: Jan Machálek |
| Gavlák 30' Haša 72' (pen.) Trajkovski 87' Voves 89' | Report | 33', 34' Fulnek 41', 55' Kelbler | Stadion Rudolfa Labaje, Třinec diváci: 90 rozhodčí: Jan Machálek |

#### 32. kolo
| 14. dubna 2014 12:30                                  |        |                       |                                            |
| FC Vysočina Jihlava                                   | 4:2    | 1. FK Příbram         | Stadion Na Stoupách, Jihlava rozhodčí: Vít |
| Fulnek 19', 55' Demeter 31' (pen.) Urbánek 90' (pen.) | Report | 45' Stratil 45' Mareš | Stadion Na Stoupách, Jihlava rozhodčí: Vít |

#### 33. kolo
| 17. dubna 2014 14:00 |        |                          |                                                            |
| FK Baumit Jablonec   | 1:3    | FC Vysočina Jihlava      | Chance Arena, Jablonec nad Nisou rozhodčí: Vojtěch Severýn |
| Pázler 3'            | Report | 25', 45' Kučera 73' Duba | Chance Arena, Jablonec nad Nisou rozhodčí: Vojtěch Severýn |

#### 34. kolo
| 28. dubna 2014 12:30 |        |                   |                                                         |
| FC Vysočina Jihlava  | 1:1    | FC Hradec Králové | Stadion v Jiráskově ulici, Jihlava diváci: 80 rozhodčí: |
| Karlík 11'           | Report | 81' Jukl          | Stadion v Jiráskově ulici, Jihlava diváci: 80 rozhodčí: |

#### 35. kolo
| 1. května 2014 17:00 |        |                     |                                               |
| FK Teplice           | 1:1    | FC Vysočina Jihlava | Stadion Na Stínadlech, Teplice rozhodčí: Orel |
| Hejda 66'            | Report | 64' Duba            | Stadion Na Stínadlech, Teplice rozhodčí: Orel |

#### 36. kolo
| 5. května 2014 15:00 |        |                |                                                                  |
| FC Vysočina Jihlava  | 2:1    | 1. FC Slovácko | Stadion v Jiráskově ulici, Jihlava diváci: 80 rozhodčí: Machálek |
| Fulnek 3' Duba 53'   | Report | 9' Kübl        | Stadion v Jiráskově ulici, Jihlava diváci: 80 rozhodčí: Machálek |

#### 37. kolo
| 12. května 2014 17:00                                       |        |                     |                                                                 |
| SK Slavia Praha                                             | 6:0    | FC Vysočina Jihlava | Areál Na Chvalech, Praha-Horní Počernice rozhodčí: Ondřej Lerch |
| Prošek 2', 18', 45' Eschmann 21' Vondráček 43' Zámečník 90' | Report |                     | Areál Na Chvalech, Praha-Horní Počernice rozhodčí: Ondřej Lerch |

#### 38. kolo
| 19. května 2014 15:00 |        |                       |                                                              |
| FC Vysočina Jihlava   | 2:2    | FK Dukla Praha        | Stadion v Jiráskově ulici, Jihlava diváci: 80 rozhodčí: Váňa |
| Kelbler 2' Fulnek 23' | Report | 36' Vrkoč 65' Brejcha | Stadion v Jiráskově ulici, Jihlava diváci: 80 rozhodčí: Váňa |

#### 39. kolo
| 26. května 2014 17:00 |        |                             |                                                          |
| FC MAS Táborsko       | 2:3    | FC Vysočina Jihlava         | Sportovní areál Soukeník, Sezimovo Ústí rozhodčí: Hrubeš |
| Musiol 5' Cihlář 58'  | Report | 29' Fulnek 32', 59' Kelbler | Sportovní areál Soukeník, Sezimovo Ústí rozhodčí: Hrubeš |

#### 40. kolo
| 2. června 2014 12:30                         |        |              |                                                         |
| FC Vysočina Jihlava                          | 5:0    | 1. SC Znojmo | Stadion Na Stoupách, Jihlava diváci: 80 rozhodčí: Marek |
| Kelbler 20', 53', 56' Demeter 62' Salcin 87' | Report |              | Stadion Na Stoupách, Jihlava diváci: 80 rozhodčí: Marek |

#### 41. kolo
| 29. května 2014 14:00                                                                                     |        |              |                                                   |
| FC Vysočina Jihlava                                                                                       | 12:1   | FK Pardubice | Stadion Na Stoupách, Jihlava rozhodčí: Ochotnický |
| Duba 5', 23', 71', 78' Kelbler 31', 44' Fulnek 73', 76' Levai 25' Pedro 34' Soukup 84' (pen.) Urbánek 88' | Report | 74' Hron     | Stadion Na Stoupách, Jihlava rozhodčí: Ochotnický |

#### 42. kolo
| 22. května 2014 17:00                    |        |                                                       |                                       |
| FC Viktoria Plzeň                        | 3:4    | FC Vysočina Jihlava                                   | Doosan Arena, Plzeň rozhodčí: Severýn |
| Demeter 21' (vl.) Hrdlička 42' Černý 76' | Report | 11' (pen.) Demeter 55' Fulnek 60' Urbánek 79' Kelbler | Doosan Arena, Plzeň rozhodčí: Severýn |

### Konečné umístění v lize
| Poř. | Tým                 | Z  | V  | R | P  | VG | OG | B  |
| ---- | ------------------- | -- | -- | - | -- | -- | -- | -- |
| 4.   | 1. FK Příbram       | 40 | 23 | 5 | 12 | 95 | 56 | 74 |
| 5.   | FC Baník Ostrava    | 39 | 23 | 4 | 12 | 82 | 56 | 73 |
| 6.   | FC Slovan Liberec   | 38 | 22 | 3 | 13 | 56 | 49 | 69 |
| 7.   | FC Vysočina Jihlava | 40 | 20 | 8 | 12 | 98 | 82 | 68 |
| 8.   | SK Sigma Olomouc    | 40 | 19 | 9 | 12 | 70 | 50 | 66 |
| 9.   | FK Baumit Jablonec  | 40 | 21 | 3 | 16 | 78 | 68 | 66 |
| 10.  | AC Sparta Praha     | 40 | 19 | 6 | 15 | 67 | 55 | 63 |

Poznámky:
- Z = Odehrané zápasy; V = Vítězství; R = Remízy; P = Prohry; VG = Vstřelené góly; OG = Obdržené góly; B = Body

|  | FC Vysočina Jihlava |

## Ženy
Dne 29. září 2013 se vedení Vysočiny Jihlava rozhodlo odhlásit ženský fotbalový tým z Moravskoslezské ligy žen. Oficiálními důvody odstoupení týmu byly dlouhodobé personální problémy a špatná tréninková morálka. Tým tak tuto sezonu odehrál v lize pouhé dva zápasy, přičemž oba prohrál a skončil s negativním skóre 0:7.

### Soupiska
| #  | Pozice | Hráč                |
| -- | ------ | ------------------- |
| 18 | B      | Jitka Havrdová      |
| 1  | B      | Sabina Vrzalová     |
| 7  | O      | Adéla Dáňová        |
| 19 | O      | Petra Francálková   |
| 2  | O      | Lucie Jančíková     |
| 3  | O      | Barbora Králíková   |
| 13 | O      | Aneta Sedláková     |
| 12 | O      | Pavlína Štefaníková |
| -  | Z      | Anna Lačná          |

| #  | Pozice | Hráč                |
| -- | ------ | ------------------- |
| 5  | Z      | Veronika Neumannová |
| -  | Z      | Lucie Suchánková    |
| 8  | Z      | Denisa Šerá         |
| 15 | Z      | Nikola Vinická      |
| 6  | Z      | Barbora Zadinová    |
| 4  | Ú      | Marie Jouklová      |
| 14 | Ú      | Michaela Ryšavá     |
| 9  | Ú      | Jana Skořepová      |

### Zápasy
| Datum        | Kolo | Soupeř                         | Místo               | Výsledek | Zdroj         |
| ------------ | ---- | ------------------------------ | ------------------- | -------- | ------------- |
| 07. 09. 2013 | 1.   | Lokomotiva Brno Horní Heršpice | Brno-Horní Heršpice | 0–3      | fcvysocina.cz |
| 21. 09. 2013 | 2.   | FC Zbrojovka Brno              | Jihlava             | 0–4      | fcvysocina.cz |

## Reprezentace

### Česko U17
I v nové sezoně se Vysočina Jihlava dočkala svých zástupců u reprezentace. Už 24. července obdrželi pozvánku do výběru Česka U17 záložník David Štěpánek a útočník Jiří Klíma. Reprezentační trenér Aleš Čvančara oba hráče nominoval na turnaj v Maďarsku. V prvním zápase proti Albánii oba hráči odehráli plných 90 minut, ovšem nezabránili porážce 1:2. Také ve druhém, zápase, s Chorvatskem, odehráli oba jihlavští hráči celý zápas a Klíma jedním gólem pomohl k výhře 2:0 a k postupu do finále turnaje. Ve finále Češi narazili na Srbsko a prohráli 2:3. I tentokrát odehrál Štěpánek celý a v 8. minutě vyrovnával na 1:1. Klíma se do hry dostal až 53. minutě, kdy nahradil českobudějovického Frnocha. Jiří Klíma se zúčastnil i turnaje v Rumunsku, v prvním zápase proti domácímu celku (1:2) odehrál 90 minut a v 8. minutě poslal hosty do vedení. Ve druhém zápase, proti Skotsku, šel na hřiště až ve 40. minutě, ale tým znovu prohrál (0:2). Ve třetím zápase, proti Bulharsku, opět odehrál celých 90 minut a góly v 1. a 5. minutě přispěl k výhře 3:1. Bez zraněného jihlavského Klímy odehrála sedmnáctka úvodní fázi kvalifikace na ME. Celé úvodní utkáním s Izraelem (4:2) odehrál David Štěpánek, stejně jako druhý zápas s Lichtenštejnskem (3:0), po němž si reprezentace zajistila postup na do další fáze. Do třetího zápasu s Francií (0:3) už ovšem nezasáhl. Štěpánek s Klímou byli nominováni i na lednový přátelský dvojzápas se Severním Irskem. První zápas (2:1) odehráli oba celý, ale ani jednou se neprosadili; ve druhém zápase také odehráli všech 90 minut a Klíma v 66. minutě vyrovnal na konečných 1:1. A totožní hráči zastupovali Vysočinu i v únorovém dvojzápase s Walesem – při úvodní porážce 1:3 odehráli celý zápas, ve druhém (2:2) střídal Štěpánek v 60. minutě královéhradeckého Trubače, zatímco Klíma byl ve 40. minutě střídán sparťanským Pulkrabem; ani jeden z nich se neprosadil. Stejní hráči byli nominováni i na kvalifikační turnaj o postup na ME a oba odehráli celý úvodní zápas proti Anglii (0:1). Ve druhém zápase s Itálií (2:1) odehrál Štěpánek celý zápas, zatímco Klímu v 79. minutě vystřídal příbramský Josef Kvída; ještě předtím v 73. minutě vyrovnával na 1:1. V posledním zápase proti Albánii (2:0) odehrál Štěpánek opět celý zápas a Klímu střídal 51. minutě slávistický Ondřej Badocha, ovšem reprezentace na šampionát nepostoupila, když skončila ve skupině druhá za Anglií.

### Česko U18
Další jihlavský zástupce, brankář Marek Kolář, obdržel nominaci na soustředění brankářů pod vedením Petra Kouby, které se uskuteční na začátku srpna v Nymburce. Soustředění se je určeno pro vybraných osm brankářů kategorie U18 a U19.
Hned dvojice jihlavských hráčů se zúčastní zářijového soustředění reprezentace Česka U18 v Praze. Trenér Miroslav Soukup povolal středního záložníka Jana Zábrodského a útočníka Tomáše Dubu. Pouze mezi náhradníky pak zůstal další střední záložník David Jančík. V nominaci na zářijový Memoriál Václava Ježka se nakonec neobjevil žádný zástupce Jihlavy, pouze mezi náhradníky zůstali Marek Kolář a Jan Zábrodský. Svého zástupce však měla na říjnovém turnaji ve Francii, kam byl nominován Tomáš Duba. Mezi náhradníky pak zůstal Jan Zábrodský. V úvodník utkání s Polskem (1:1) odehrál Duba pouze úvodní poločas, pak jej vystřídal plzeňský Miloš Kratochvíl. Ve druhém zápase s USA (0:1) si dotyční role vyměnil, pouze ke střídání došlo až v 67. minutě. Tomáš Duba zasáhl i do poslední zápasu, když v souboji s domácí Francií (0:4) v 71. minutě střídal příbramského Petra Rysa. Pro turnaj v turecké Antalyi se dostal pouze Tomáš Duba mezi náhradníky, nikdo jiných z jihlavských hráčů nebyl nominován. Na lednový Memoriál Valerije Granatkina do ruského Petrohradu, nebyl žádný z jihlavských hráčů nominován. Ovšem na březnové soustředění do Otrokovic obdržel pozvánku brankář Marek Kolář. Hned dvojice jihlavských zástupců se objevila v nominaci na dva dubnové přátelské zápasy s Irskem – brankář Marek Kolář a obránce Patrik Fiala. Marek Kolář odchytal celý první zápas (2:1) a inkasoval pouze ve 49. minutě z kopačky Daryla Powera. Patrik Fiala naopak nastoupil v odvetě (0:2) a odehrál 58 minut, než ho vystřídal českobudějovický Filip Vaněk.
Pozvánku na Slovakia Cup, který se uskutečnil na přelomu dubna a května, obdržel pouze brankář Marek Kolář; dvojice Jiří Klíma a David Štěpánek zůstali mezi náhradníky. Kolář nastoupil do úvodního utkání s Ukrajinou (0:1), kde inkasoval ve 42. minutě z kopačky Vachiberadzeho. Také ve druhém zápase se Slovenskem (0:1) inkasoval jediný gól, když ho v 70. minutě překonal Robert Matejka. Do souboje o konečné páté místo s Belgií (4:1) již nenastoupil.

### Česko U19
Na zářijové soustředění reprezentace U19 v Kravařích byl pozván i jihlavský obránce Dominik Pedro. Bez jihlavských zástupců vstoupila devatenáctka v říjnu do první fáze kvalifikace na ME, Dominik Pedro zůstal ve výběru Miroslava Koubka pouze mezi náhradníky. Ten zůstal mezi náhradníky i na přátelský zápas proti Španělsku. Jihlavský zástupce se neobjevil ani v nominaci nového trenéra Pavla Hoftycha na přátelské dvojzápasy se Srbskem.

### Česko U20
Hned trojici jihlavských zástupců pozval trenér české reprezentace U20 Jakub Dovalil na říjnový turnaj v Nizozemsku. Nominováni byli brankář Luděk Vejmola a záložníci Jan Kliment a Lukáš Masopust. Kliment i Masopust si zahrál hned v úvodním zápase proti Nizozemsku (1:0). Do druhého zápasu s Tureckem (0:0) zasáhl pouze brankář Vejmola, jenž tak udržel čisté konto. Také do třetího zápasu turnaje proti Německu (1:1) zasáhli jihlavští zástupci, záložníci Kliment a Masopust. Oba odehráli první poločas, po němž je vystřídali Michal Trávník ze Slovácka, resp. vlašimský Michael Krmenčík.

### Česko U21
Pozadu nezůstal ani trenér „lvíčat“ Jakub Dovalil. Ten v přátelském zápase proti Nizozemsku v polovině srpna měl k dispozici hned dvojici jihlavských hráčů – Lukáše Masopusta a Adama Jánoše. Oba hráči nastoupili do zápasu v základní sestavě – Jánoše vystřídal v 69. minutě střelec jediného gólu zápasu, slávista Ondřej Petrák, Masopusta v 77. minutě teplický Marek Krátký. Stejná dvojice zastupovala Jihlavu i v nominace na přátelské zápasy s FK Mladá Boleslav a 1. FK Příbram. Adam Jánoš v prvním zápase, který „lvíčata“ vyhrála 2:0, odehrál všech 90 minut, Lukáše Masopusta v 85. minutě vystřídal mladoboleslavský David Štípek. Jánoš se objevil na hřišti i v zápase proti Příbrami (1:5), když v 76. minutě střídal Davida Štípka.
Stejnou dvojici hráčů povolal Jakub Dovalil i na listopadové přátelské zápasy s Kyprem a Anglií. V úvodním zápase s Kyprem (3:0) nastoupil pouze Jánoš a odehrál všech 90 minut. Také do zápasu s Anglií (2:2), které se hrálo ve Wokingu, nastoupil pouze Jánoš, ovšem po červené kartě jej musel v 56. minutě předčasně opustit. Hned trojice hráčů Vysočiny se objevila v širší nominaci na březnový zápas s Norskem, ale pouze Lukáš Masopust se ocitl v té užší. Adam Jánoš a Jan Mikula zůstali pouze mezi náhradníky. V zápase s Norskem nakonec Masopust odehrál 63 minut, než jej vystřídal olomoucký Tomáš Zahradníček. Na květnový přátelský zápas se Slovenskem (1:3) obdržel pozvánku brankář Luděk Vejmola, mezi náhradníky se pak ocitl záložník Jakub Fulnek. Do zápasu Vejmola nezasáhl, přednost dostal Lukáš Zima z Reggiany Calcio. Na červnový zápas s Rakouskem se nominace dočkal Lukáš Masopust, mezi náhradníky zůstal Jan Mikula. Ale ani tentokrát hráč Jihlavy do zápasu nezasáhl, neboť Masopust se na jednom z tréninků před zápasem zranil.

### Česko
Trenér reprezentačního áčka Josef Pešice zařadil jihlavského záložníka Lukáše Masopusta mezi náhradníky pro listopadový přátelský zápas s Kanadou.

### Slovensko U20
Do výběru Slovenska U20, kam jej vybral trenér Ivan Galád, na přátelský zápas se Spojenými arabskými emiráty U23 se dostal i útočník Matúš Marcin, který se v létě stal novou posilou Jihlavy. Do zápasu (2:1) nakonec nastoupil v 55. minutě, kdy střídal nitranského Šimona Šmehyla.

### Slovensko U21
Mezi náhradníky slovenské reprezentace do 21 let na únorový přátelský zápas s Portugalskem U20 se dostal i jihlavský Matúš Marcin. Mezi náhradníky byl i v nominaci na březnový první zápas Challenge Trophy proti Turecku.